# خديجة بنت علي
خديجة بنت علي بن أبي طالب الهاشمية القرشية هي ابنة علي بن أبي طالب، أول الأئمة الاثني عشر عند الشيعة، ورابع الخلفاء الراشدين عند أهل السنة والجماعة. كانت خديجة زوجةً لعبد الرحمن بن عقيل.

## حياتها
وُلدت خديجة بنت علي بن أبي طالب بن عبد المطلب بن هاشم القرشية في الكوفة سنة 39 هـ وفقًا لبعض المصادر، وأم خديجة هي أم ولد. تزوجت خديجة من عبد الرحمن بن عقيل بن أبي طالب عام 53 هـ، فأنجبت له سعيدًا (أو سعدًا) عام 54 هـ، وعقيلًا عام 55 هـ، وحميدة.
يُعتقد أنها حضرت معركة كربلاء عام 61 هـ، وقُتل زوجها عبد الرحمن بن عقيل في المعركة، ويُذكر أيضًا أن أبنائها سعيد وعقيل قُتلا في المعركة، وقيل بأنهما ماتا من شدة العطش ومن الدهشة بعد شهادة الحسين بن علي لما هجم القوم على المخيم للسلب.
تذكر بعض المصادر أن خديجة سُبيت بعد معركة كربلاء، ثُم رجعت إلى المدينة. تذكر بعض المصادر أن خديجة تُوفيت بعد عام 61 هـ في المدينة المنورة ودُفنت في البقيع. وقيل بأنها تُوفيت ودُفنت في الكوفة، ويُنسب لها مزار هُناك.
ويذكر المازندراني بأن هناك خديجة أخرى ووصفها بالصغرى غير خديجة هذه، حيث قال: «خديجة الصغرى بنت علي عليه ‌السلام : أمها أم ولد ، وكانت عند عبد الله الأوسط بن عقيل عليه ‌السلام.».

## شعر فيها
قال الشاعر: